# Penafiel
Penafiel là một huyện thuộc tỉnh Porto, Bồ Đào Nha. Huyện này có diện tích 212 km², dân số thời điểm năm 2001 là 71800 người.